# Veliki rdečeokec
Veliki rdečeokec (znanstveno ime Erythromma najas) je predstavnik enakokrilih kačjih pastirjev iz družine škratcev, razširjen po severu Evrazije.

## Opis
Odrasli dosežejo 30 do 36 mm v dolžino, od tega zadek 25 do 30 mm, zadnji krili pa merita 19 do 24 mm. Osnovna obarvanost je svetlomodra, s črno po vrhu telesa in kontrastnimi živordečimi očmi. Zelo podoben je sorodni mali rdečeokec, ki je nekoliko manjši, svetlejši in gracilnejši, a je za zanesljivo določitev treba pregledati ujet osebek. Eno od določevalnih znamenj pri samcih je monotono moder 10. člen zadka (tik pred konico), ki ima pri malem rdečeokcu črn vzorec. Črne površine pridobijo pri starejših osebkih sivkast poprh. Samice imajo zeleno osnovno obarvanost z rjavimi do rdečkastimi očmi.
Odrasli letajo med aprilom in avgustom.

## Habitat in razširjenost
Razmnožuje se v stoječih ali počasi tekočih vodnih telesih, najraje v evtrofnih in neosenčenih, z zaraščenimi bregovi. Najpomembnejša zahteva so plavajoči listi lokvanjev, blatnikov ali dristavcev, v skrajnem primeru pa lahko izkoristi tudi podvodne rastline, ki občasno pokukajo na gladino.
Veliki rdečeokec je razširjen po predelih Evrazije z zmernim podnebjem, v pasu od Zahodne Evrope vse do Daljnega vzhoda. Na zahodnem delu živi nominalna podvrsta (E. najas najas), na vzhodnem pa podvrsta E. najas humerale, ki se pojavlja tudi na severu japonskega otoka Hokaido. Na jugu sega razširjenost do Kavkaza, v Evropi pa je pogost v Severni in Zahodni Evropi, medtem ko gostota proti jugu upade in na Balkanu postane že redek. V Sloveniji je še razmeroma pogost v mrtvicah in ekstenzivno upravljanih ribnikih, zlasti takih, ki jih preraščata rumeni blatnik ali navadni dristavec. Zato ne velja za ogroženega.